# Abraham Bredius

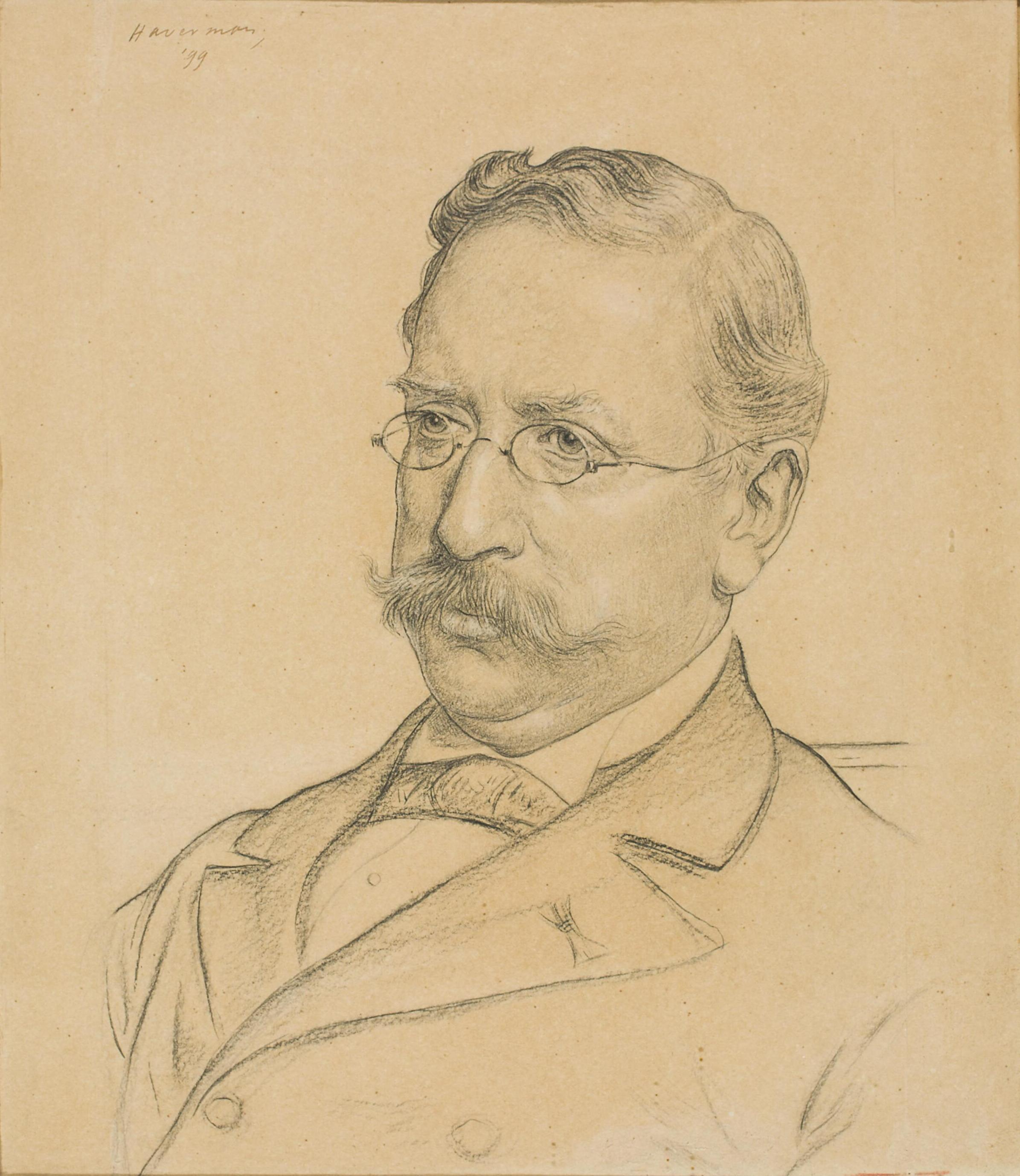
Bredius, door Hendrik Haverman, 1899.

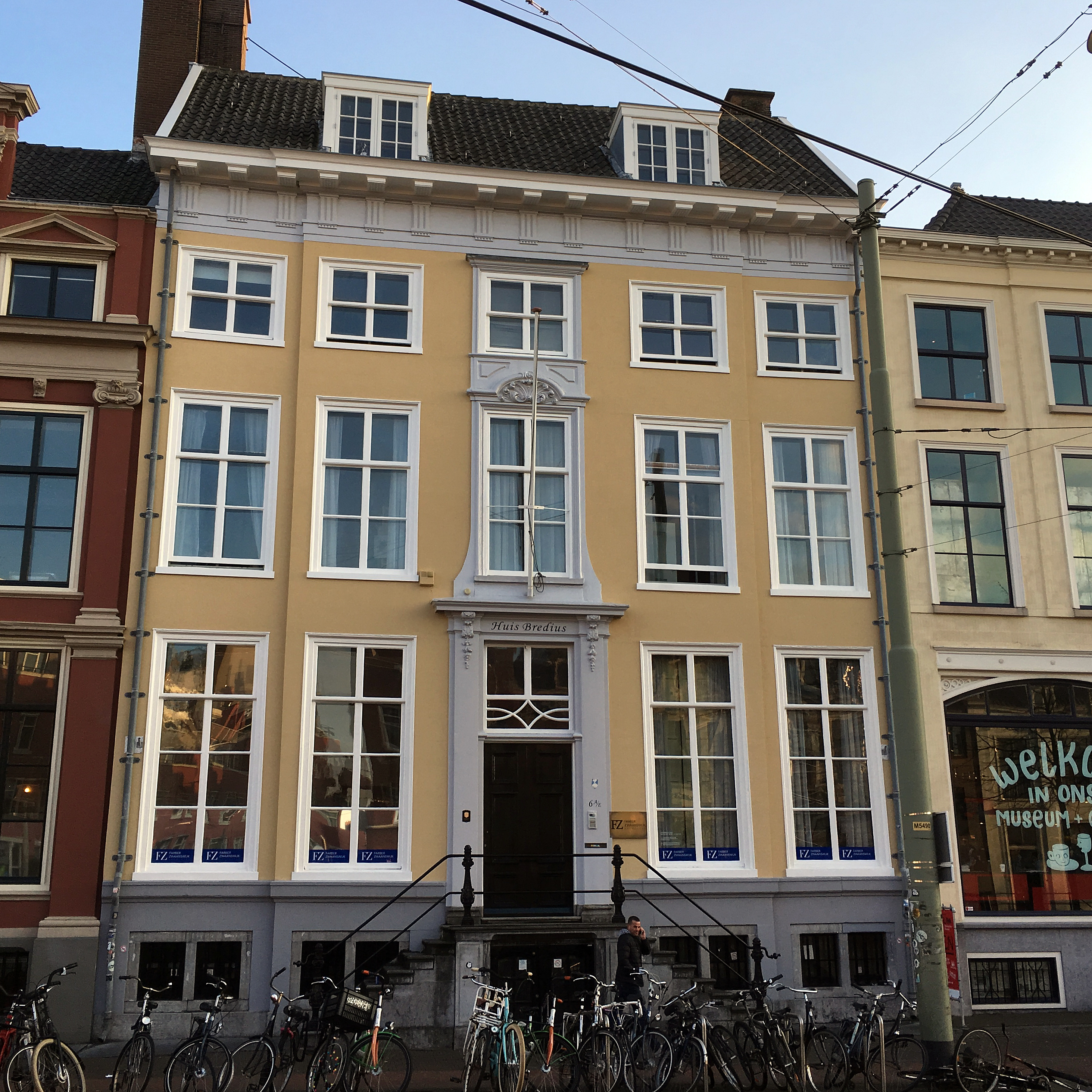
Woonhuis van Bredius aan de Prinsegracht in Den Haag

Abraham Bredius (Amsterdam, 18 april 1855 - Monte Carlo (Monaco), 13 maart 1946) was een Nederlandse kunstkenner, museumdirecteur, schilderijenverzamelaar, mecenas en archiefvorser. Hij had bij overlijden de Monegaskische nationaliteit.

## Levensloop
Abraham Bredius werd geboren op 18 april 1855 op de Prinsengracht te Amsterdam als enig kind van hoogheemraad Johannes Jacobus Bredius (1808-1894) en Hendrika Hillegonda Brink (1814-1865). De familie Bredius was vermogend dankzij de buskruitindustrie. De droom van Abraham Bredius was om een groot pianist te worden. Toen dat buiten zijn bereik bleek, maakte hij op aanraden van zijn vader een grote kunstreis door Europa, waarbij hij Wilhelm von Bode ontmoette, de latere directeur van het Kaiser-Friedrich-Museum in Berlijn. Von Bode merkte op dat Bredius een goede connaisseur van Italiaanse schilderkunst was, maar kunstenaars uit zijn eigen land niet van elkaar kon onderscheiden. Von Bode raadde Bredius aan de Nederlandse 17e-eeuwse schilderkunst te bestuderen en dat deed hij. Bredius bezocht collecties, bestudeerde boeken en archieven. Eind jaren 70 van de 19e eeuw verschenen zijn eerste artikelen over dit onderwerp.
Acht jaar lang was Bredius onderdirecteur van het Nederlandsch Museum voor Geschiedenis en Kunst, dat daarna door het Rijksmuseum werd overgenomen. Ook was Bredius twintig jaar directeur van het Mauritshuis in Den Haag (1889-1909). Tijdens zijn aanstelling daar kocht hij veel werken aan, voor zowel het museum als zijn privéverzameling. Veel van zijn eigen aankopen gaf hij in bruikleen aan het museum. Bredius heeft onder meer Het puttertje van Carel Fabritius aangekocht. Bredius bleef actief als adviseur van het museum en redacteur van het kunsthistorisch tijdschrift Oud Holland. In 1924 vertrok hij voorgoed naar Monaco, maar hij verbleef jaarlijks drie maanden in Nederland voor onderzoek. 

## Boeken
Van 1915 tot 1921 publiceerde hij de zeven delen van zijn Künstler-Inventare; Urkunden zur Geschichte der holländischen Kunst des 16ten, 17ten und 18ten Jahrhunderts. Hij schreef ook boeken over onder anderen Johannes Torrentius (1909), Jan Steen (1927) en Rembrandt (1935). In laatstgenoemde oeuvrecatalogus bracht hij het aantal op dat moment aan Rembrandt van Rijn toegeschreven werken terug van 690 tot 630. Na 1968 werden Bredius' inzichten hierover tegen het licht gehouden door het Rembrandt Research Project.

## De Emmaüsgangers
Als kenner van het werk van Johannes Vermeer raakte Bredius in de jaren veertig in opspraak toen bleek dat het schilderij De Emmaüsgangers een vervalsing was van de hand van Han van Meegeren. Mede op gezag van Bredius (en Dirk Hannema) was dit schilderij in de late jaren dertig erkend als een werk van Johannes Vermeer en aangeschaft door het Museum Boijmans Van Beuningen te Rotterdam.

## Museum Bredius
Abraham Bredius bewaarde zijn privécollectie in zijn eigen monumentale woonhuis aan de Haagse Prinsegracht, dat tot 1985 het Museum Bredius was (in 1990 heropend aan de Lange Vijverberg). De collectie bevat verschillende schilderijen, uiteenlopend van Rembrandt tot Jan Steen, tekeningen, (miniatuur)zilver, porselein, en meubelen. 
Het huis in Monte Carlo waar Bredius overleden is, liet hij na aan zijn partner Otto Kronig, net als een groot deel van zijn fortuin.

## Bussum
Het landgoed Oud Bussem was in zijn jeugd enige tijd eigendom van de familie Bredius. De Brediusweg in Naarden en Bussum en het Brediuskwartier in Bussum zijn vernoemd naar een van zijn voorvaderen.